# Матіас Рааб
Матіас Рааб (нім. Mathias Raab; 15 червня 1885, Лаас, Австро-Угорщина — вересень 1943, в районі Чернігів-Гомель, СРСР) — австро-угорський, австрійський і німецький офіцер, генерал-майор вермахту (1 квітня 1942).

## Біографія
Син директора школи Матіаса Рааба і його дружини Йозефіни. Учасник Першої світової і Австро-словенської війн. Продовжив службу в австрійській армії, з 1934 року — в штабі формувань цивільної оборони. Після аншлюсу автоматично перейшов у вермахт. 1 квітня 1938 року переведений в 21-й артилерійський полк. На початку Другої світової війни — командир 511-го артилерійського полку. Учасник Польської, Французької і Балканської кампаній, а також Німецько-радянської війни. З 17 грудня 1941 року — артилерійський командир 125. Зник безвісти під час розвідувальної поїздки.

## Сім'я
3 квітня 1924 року одружився з Ельвірою Кобан. В пари народились син і дочка. Син Рааба також зник безвісти на Східному фронті.

## Нагороди
- Ювілейний хрест
- Пам'ятний хрест 1912/13
- Медаль «За військові заслуги» (Австро-Угорщина)
  - бронзова з мечами
  - 3 срібні з мечами
- Хрест «За військові заслуги» (Австро-Угорщина) 3-го класу з військовою відзнакою і мечами
- Військовий Хрест Карла
- Медаль «За поранення» (Австро-Угорщина) з однією смугою
- Загальний і особливий хрест «За відвагу» (Каринтія)
- Пам'ятна військова медаль (Австрія) з мечами
- Почесний знак «За заслуги перед Австрійською Республікою», золотий знак
- Хрест «За вислугу років» (Австрія) 2-го класу для офіцерів (25 років)
- Почесний хрест ветерана війни з мечами
- Медаль «За вислугу років у Вермахті» 4-го, 3-го, 2-го і 1-го класу (25 років)
- Нагрудний знак «За поранення» в чорному
- Залізний хрест 2-го і 1-го класу